# Japanese Assault
Japanese Assault è un album compilation dei Venom, pubblicato in formato LP e CD in Giappone nel 1986 dalla Vap Records.

## Il disco
Tra il 1985 e il 1987 fu pubblicata una serie di EP dei Venom denominata "Assault". Questi dischi includevano materiale dal vivo e brani incisi in studio. La serie Assault fu pensata in tiratura estremamente limitata come souvenir per il mercato estero. I Venom autorizzarono ufficialmente Canadian Assault, American Assault e la compilation Japanese Assault, mentre le altre uscite furono pubblicate senza permesso della band. L'EP della serie che riscosse il maggior successo fu Canadian Assault della Banzai Records che fu certificato disco d'oro in Canada, con 50,000 copie vendute. Japanese Assault è una raccolta dei vari EP ufficiali.

## Tracce
Lato A
1. In League with Satan - 3:26
2. Live Like an Angel [Die Like a Devil] - 3:45
3. Bloodlust - 2:56
4. In Nomine Satanas - 3:20
5. Die Hard - 3:00
6. Witching Hour (Live) - 4:18

Lato B
1. Bursting Out - 2:57
2. Warhead - 3:28
3. Manitou - 2:59
4. Dead of the Night - 3:45
5. Seven Gates of Hell - 5:35

## Formazione
- Conrad "Cronos" Lant - voce, basso
- Jeffrey "Mantas" Dunn - chitarra
- Tony "Abaddon" Bray - batteria